# 長野オリンピックミュージアム
長野オリンピックミュージアム（ながのオリンピックミュージアム）は長野県長野市にある長野オリンピック、パラリンピックの競技で使用された用具などの展示がされているミュージアム。1999年開館。長野市オリンピック記念アリーナ（エムウェーブ）の場内に設置されている。

## 概要
1998年長野オリンピック大会のスピードスケートの会場として使われたエムウェーブに併設された記念館。
実際に競技で使われた用具やメダル、トーチなどが展示されている。
中でも、オリンピックカップはオリンピックムーブメントに貢献した機関や開催地に贈られ、とても貴重なものであり、国内においてはJOCおよび、東京都、札幌市、長野市の3都市に限られる。
シアタールームでは、ダイジェスト映像や3Dシアターの上映を行っていて、当時の感動を体験することができる。
その他、2018年平昌オリンピック関連アイテムの展示や2020年東京オリンピック、パラリンピックを支援する取り組みのコーナー、オリンピックで活躍する日本人選手の写真パネル展示などがある。

## 歴史
- 1999年2月7日 - 「長野オリンピック記念館」として開業。
- 2008年4月 - 記念館としての営業を終了、「長野オリンピック記念展示コーナー」に転換。
- 2015年9月 - 長野オリンピック記念展示コーナーがオリンピック・ミュージアム・ネットワーク(OMN)の総会で、日本で初めて加盟承認される。
- 2016年4月 - 「長野オリンピックミュージアム」に名称を変更。

## 主な展示品
- トーチ
- カウントダウンＴシャツ
- 選手抽選の壷
- 公式ポスター
- メダル
- 月桂冠
- 採火壷
- アイススレッジ
- 2人乗りボブスレー
- 清水宏保選手のスラップスケートシューズ
- オリンピック選手団ユニホーム

などがある。

## 施設情報
- 営業時間：10：00～17：00
- 入場料：無料
- 休館日：12/29～1/3(その他臨時休館の場合あり)

## 所在地
- 〒381-0025 長野県長野市大字北長池195 長野市オリンピック記念アリーナ(エムウェーブ 北正面エントランス右手の入り口)

## 交通アクセス
長野市オリンピック記念アリーナ(エムウェーブ)まで
- 長電バス　
  - JR長野駅から長電バス　(所要時間約20分) 長野駅東口　21番乗り場　「須坂屋島線・綿内屋島線」路線番号8番　「エムウェーブ前」下車
- 自家用車の場合
  - 須坂長野東ICから長野方面に向かって車で約5分
  - 長野ICから長野市街地に向かって約20分